# 关口镇 (旬阳市)
关口镇，是中华人民共和国陕西省安康市旬阳市下辖的一个乡镇级行政单位。

## 行政区划
关口镇下辖以下地区：
关坪社区、西坡村、泥沟村、张岭村、蒿塔村、宋坪村、铺沟村、大庙村、薛庄村和江北村。